# Uintatherium
Los uintaterios (Uintatherium) son un género extinto de mamíferos del orden Dinocerata que vivieron durante el Eoceno, concretamente entre el Ypresiense y el Bartoniense, e incluye una sola especie conocida, U. anceps. Estos animales, por convergencia evolutiva, eran parecidos a los rinocerontes actuales, tanto en el tamaño como en la forma, a pesar de no estar relacionados.
Los primeros restos fósiles fueron descubiertos en Fort Bridger, en Wyoming (Estados Unidos). Sus fósiles son los más grandes e impresionantes de los que se descubrieron en ese yacimiento, y fueron uno de los puntos centrales de la «Guerra de los Huesos» entre Othniel Charles Marsh y Edward Drinker Cope. Se han encontrado fósiles tanto en Wyoming como en Utah, cerca de los montes Uinta, de donde toma su nombre el género —de hecho, Uintatherium significa "bestia de los montes Uinta"— así como en Asia.
Estos animales aparecieron a principios y mediados del Eoceno, y vivieron en la región que actualmente es el oeste de América. A diferencia de lo que pueden hacer pensar sus largas dientes caninas superiores, similares a las de los dientes de sable, se trataba de un animal herbívoro que se alimentaba de hojas, arbustos y hierba. Los uintaterios se extinguieron hace unos 37 millones de años sin dejar descendencia, a causa del cambio climático y de la competencia de perisodáctilos como los brontoterios y los rinocerontes.

## Anatomía

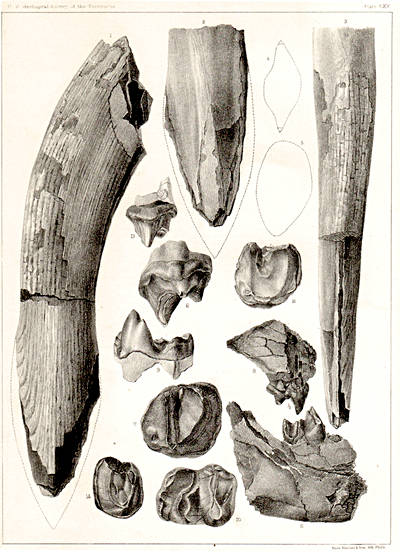
Un colmillo con algunas muelas y fragmentos de mandíbula de Uintatherium robustum.

La característica más destacada de Uintatherium era su cráneo, grande y robusto, y de forma plana y cóncava —un rasgo que no se encuentra en ningún otro mamífero, con la posible excepción de algunos brontoterios—. Su cavidad craneal era excepcionalmente pequeña a causa del grosor de las paredes del cráneo. Como consecuencia, su cerebro era relativamente pequeño y sólo ocupaba el 10% del espacio craneal. De hecho, los uintaterios eran unos de los mamíferos con un cerebro más pequeño en relación con su peso corporal. El peso del cráneo era mitigado por numerosos senos nasales situados en las paredes del cráneo, al igual que en los elefantes.
Los cráneos de los machos presentaban seis osiconos, probablemente cubiertos de piel, que salían de la región frontal del cráneo. La función de estos osiconos se desconoce, pero es posible que fueran usados para defenderse o para atraer a las hembras durante el cortejo.

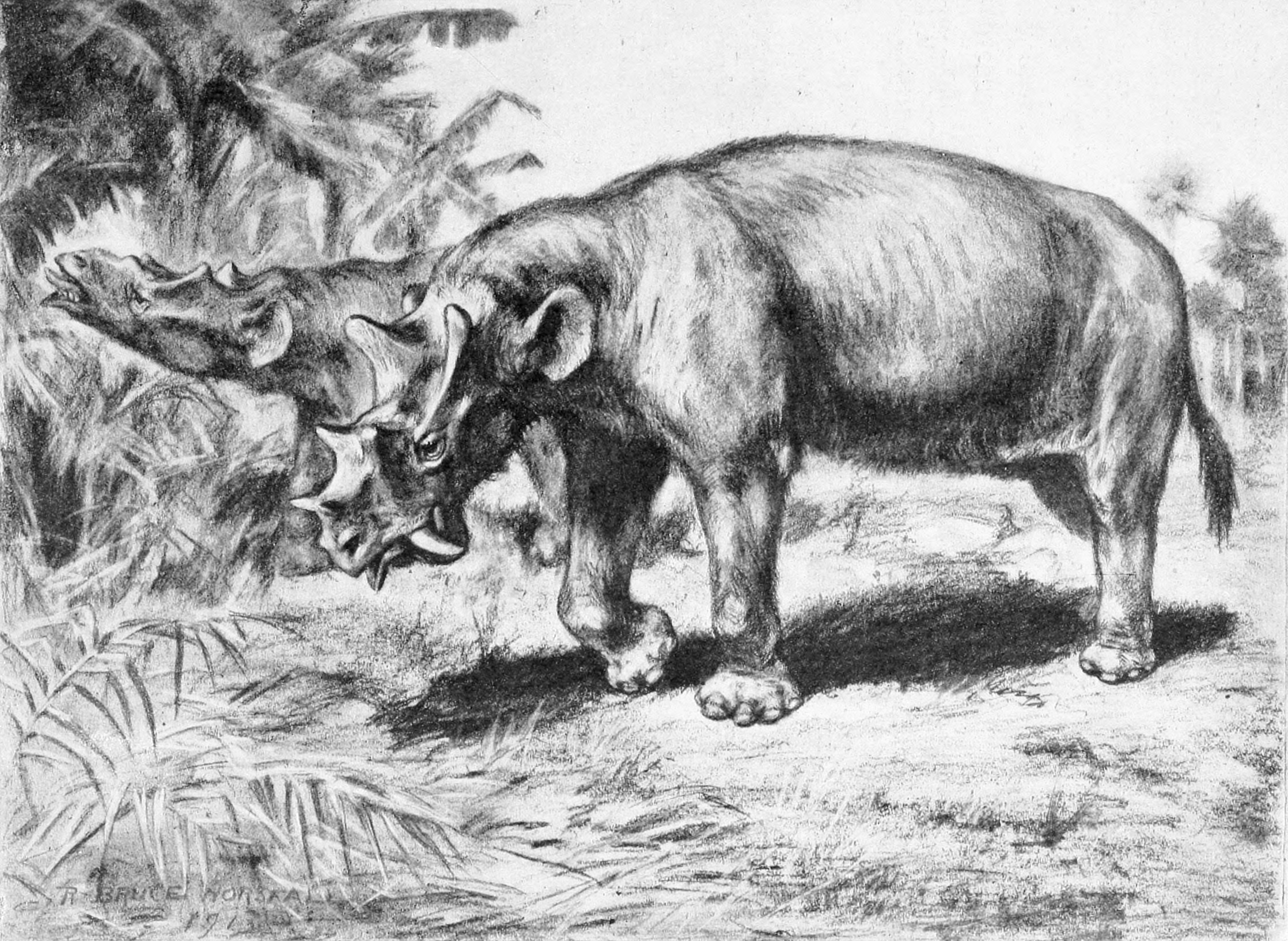
Un macho (adelante) y una hembra (atrás) de Uintatherium.

El esmalte dental de Uintatherium es particular; la mayoría de los grandes euterios actuales refuerzan su esmalte gracias a bandas transversales de Hunter-Schreger, pero Uintatherium, al igual que otros herbívoros del Paleógeno, tenía bandas verticales e irregulares, proporcionándole un esmalte en forma de zig-zag. La morfología de sus molares estaba adaptada para masticar vegetales. Por otro lado, sus caninos medían unos veinticinco centímetros de longitud y estaban protegidos por el borde robusto del maxilar inferior. Es posible que estos colmillos fuesen una forma de dimorfismo sexual. En cambio, Uintatherium había perdido los incisivos superiores, y para compensar la pérdida de estos posiblemente poseía un labio superior muy móvil o incluso una pequeña probóscide. Othniel Charles Marsh no estaba de acuerdo con esta última teoría.
Sus proporciones corporales eran similares a las del rinoceronte de la India: hacía entre 3 y 5 metros de longitud, 1,60 metros de altura y su peso podía alcanzar los 4500 kg. Sus patas eran robustas para soportar el peso del animal y estaban dotadas de pezuñas. Por otro lado, y a diferencia de los actuales rinocerontes, que son perisodáctilos, el esternón de Uintatherium estaba compuesto de segmentos planos horizontales y no de segmentos comprimidos y verticales.

## Comportamiento

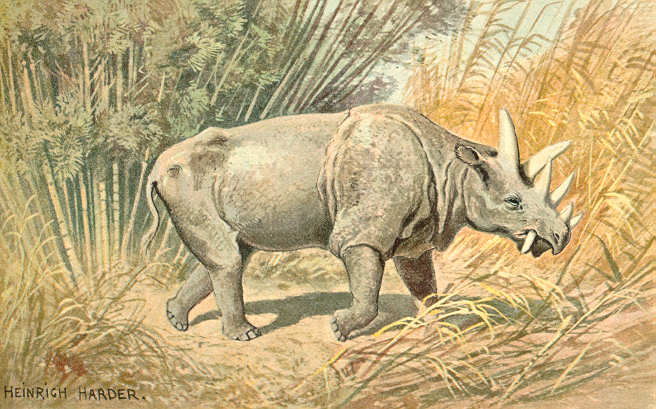
Antigua recreación de un Uintatherium con las plantas de su época.

Los uintaterios debían pasarse gran parte del día cerca de ríos o lagos, a la orilla de los cuales se alimentaban de plantas acuáticas, que eran el principal alimento de su dieta, y que arrancaban con sus largos dientes caninos. Tenían un estilo de vida altamente especializado para este tipo de ecosistemas. Es probable que se tratara de animales relativamente pacíficos, que se limitaban a pastar en las orillas de los cursos de agua. Los osiconos de su cabeza, a pesar de parecer cuernos, no eran armas, sino que se usaban para atraer a las hembras en la época de apareamiento. Es posible que también fueran empleados en luchas entre machos por una hembra. Sus colmillos tampoco servían para atacar a otros animales, sino que su principal función era la de arrancar plantas, aunque podría haberlos usado con fines defensivos. Es probable, como suele pasar con los animales altamente especializados para un tipo de hábitat concreto, que la especialización de Uintatherium hubiese sido un factor determinante en su extinción, al menos en lo relativo al cambio climático.

## Hábitat

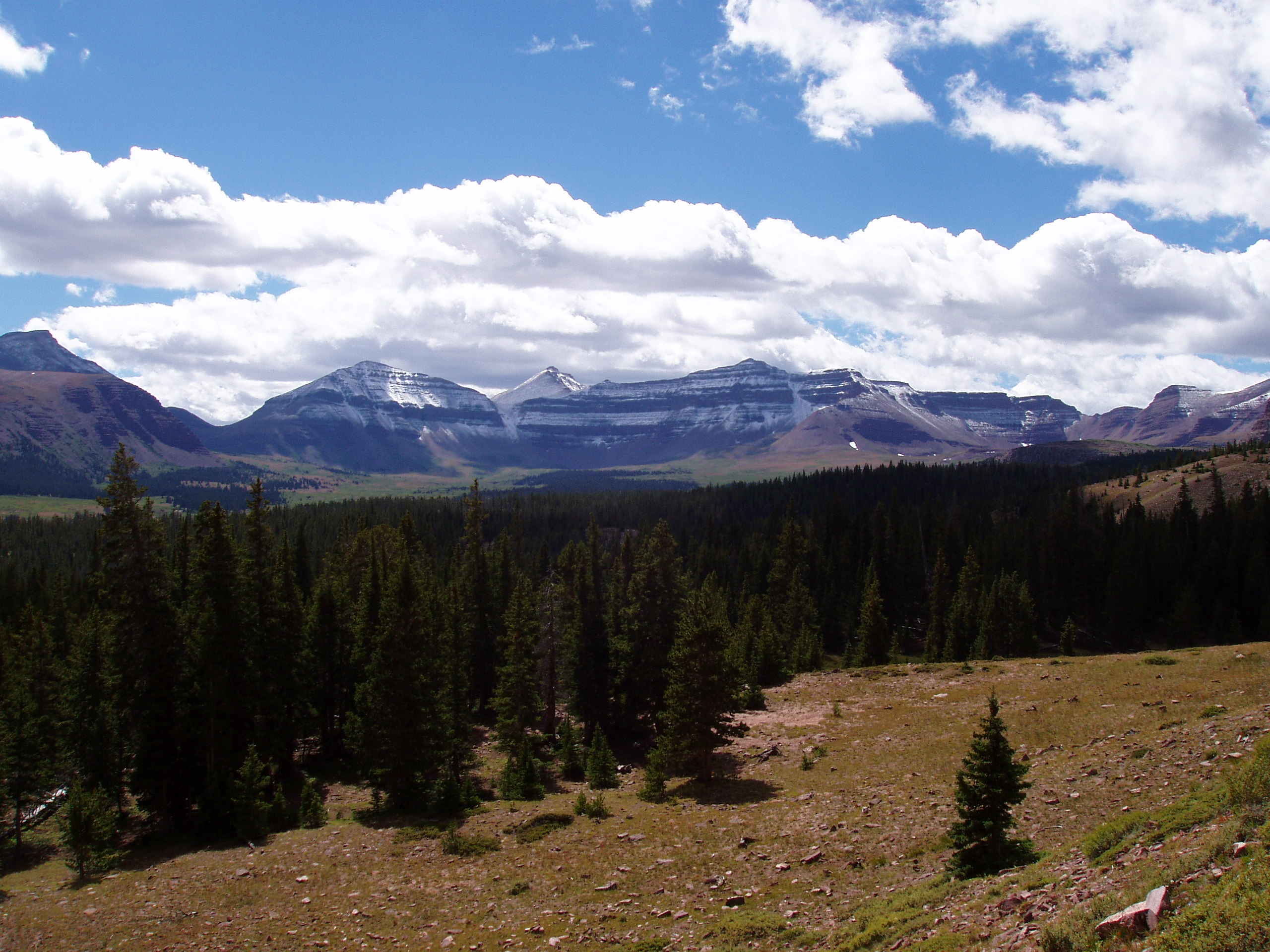
Vista de los montes Uinta.

Uintatherium vivió en ecosistemas subtropicales americanos del Eoceno. Desde el principio de este periodo, la temperatura del planeta aumentó en uno de los calentamientos globales más rápidos, en términos geológicos, y extremos registrados en la historia geológica, y conocido como máximo térmico del Paleoceno-Eoceno. Fue un episodio de calentamiento rápido e intenso (de hasta 7 °C en latitudes elevadas) que duró menos de cien mil años. El máximo térmico provocó una gran extinción que sirve para distinguir la fauna del Eoceno de la del Paleoceno.
Probablemente, el clima global del Eoceno fue el más homogéneo del Cenozoico; el gradiente térmico del ecuador a los polos era la mitad que el actual, y las corrientes oceánicas profundas eran excepcionalmente cálidas. Las regiones polares eran mucho más cálidas que hoy en día. Los bosques templados llegaban hasta los mismos polos, mientras que los climas tropicales lluviosos llegaban a los 45° de latitud norte. La diferencia era más grande en las latitudes templadas; el clima de los trópicos probablemente era similar al de hoy en día.
El hábitat de Uintatherium no tenía que ser muy distinto al de los hipopótamos actuales, con la diferencia de que estos últimos son animales que pasan gran parte del tiempo en el agua, y los uintaterios eran terrestres. Las orillas de los ríos eran ideales para que prosperaran helechos y plantas similares que servían de alimento no sólo a los uintaterios, sino también a una gran variedad de animales ungulados, como Epihippus o Dolichorhinus, así como muchos otros mamíferos primitivos.

## Taxonomía

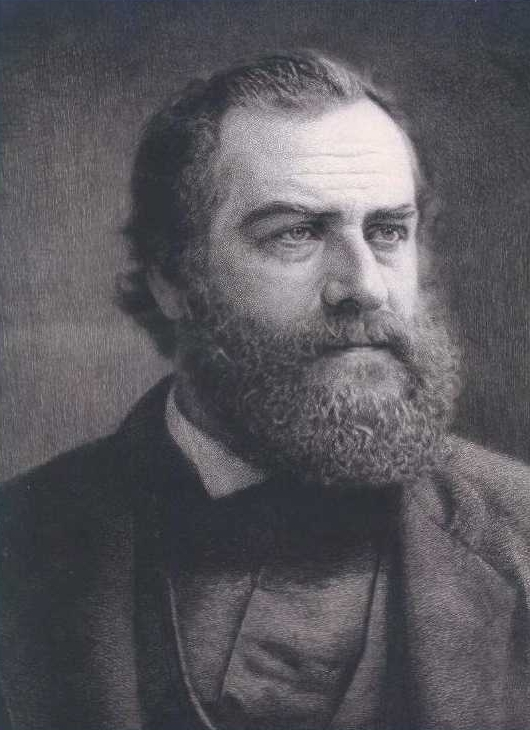
Joseph Leidy describió el género Uintatherium en 1872.

Junto a la especie U. anceps, varios paleontólogos han descrito una serie de especies y géneros diferentes que actualmente son considerados sinónimos de la especie U. anceps. Estas especies son:
| - Dinoceras agreste (Marsh, 1885) - Dinoceras cuneum (Marsh, 1885) - Dinoceras distans (Marsh, 1885) - Dinoceras lacustre (Marsh, 1872) - Dinoceras laticeps (Marsh, 1873) - Dinoceras lucare (Marsh, 1873) - Dinoceras mirabile (Marsh, 1872) - Dinoceras reflexum (Marsh, 1885) - Ditetrodon segne (Cope, 1885) - Elachoceras parvum (Scott, 1886) - Eobasileus furcatus (Cope, 1873) - Eobasileus pressicornis (Cope, 1872) - Loxolophodon furcatus (Cope, 1872) - Loxolophodon pressicornis (Cope, 1872) - Mastodon anceps (Marsh, 1872) - Octotomus laticeps (Cope, 1885) - Tinoceras affine (Marsh, 1885) - Tinoceras anceps (Marsh, 1872) - Tinoceras crassifrons (Marsh, 1885) | - Tinoceras grande (Marsh, 1872) - Tinoceras hians (Marsh, 1885) - Tinoceras jugum (Marsh, 1885) - Tinoceras lacustre (Marsh, 1885) - Tinoceras latum (Marsh, 1885) - Tinoceras pugnax (Marsh, 1885) - Tinoceras vagans (Marsh, 1885) - Titanotherium anceps (Marsh, 1871) - Uintamastix atrox (Leidy, 1872) - Uintatherium alticeps (Scott, 1886) - Uintatherium furcatus (Cope, 1873) - Uintatherium latifrons (Marsh, 1885) - Uintatherium leidianum (Osborn et al., 1878) - Uintatherium princeps (Osborn et al., 1878) - Uintatherium pressicornis (Cope, 1873) - Uintatherium robustum (Leidy, 1872) - Uintatherium segne (Marsh, 1885) - Uintatherium vagans (Wilson, 1937) |

## Filogenia
Los fósiles de las especies de Dinocerata más antiguas se han hallado en Asia, como Prodinoceras en Mongolia, lo que hace suponer el origen asiático del orden y su posterior evolución aislada en Norteamérica.
La relación de los dinoceratos en general, con el resto de mamíferos es discutida. Lo más probable es que fueran ungulados, cosa que los definiría como laurasiaterios. 
Otra opción diferente, que sin embargo continuaría significando que los uintaterios eran laurasinterios, es que es estaban relacionados con los pantodontes y tilodontes. Estos formaban parte del orden de los cimolestos, posiblemente un clado hermano de los perisodáctilos. Los pantodontes, que tenían el cerebro más pequeño de todos los mamíferos en relación con el peso total del cuerpo, compartían características morfológicas con los uintaterios. Si esta teoría fuese cierta los uintaterios estarían relacionados con los carnívoros y los pangolines de hoy en día.
Los xenungulados son un grupo enigmático de mamíferos de América del Sur que podrían estar relacionados con los uintaterios. Uno de sus géneros, Carodnia, compartía muchas características de los uintaterios: tenía una constitución robusta, grandes dientes caninos y dientes posteriores con cúspides. Por tanto, se ha sugerido que los uintaterios y los xenugulados compartían un antepasado común. Parece ser que este supuesto antepasado común estaba relacionado con pequeños mamíferos asiáticos llamados anagálidos, que estaban relacionados con los roedores y lagomorfos. Esto implicaría que los uintaterios estaban más o menos relacionados con los lepóridos.

## Historia

### Descubrimiento y la «Guerra de los Huesos»

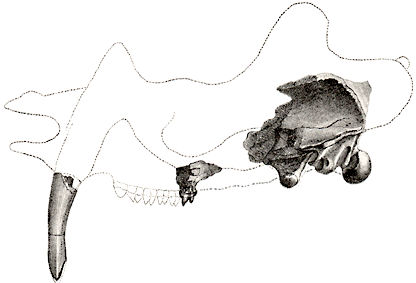
Los primeros fósiles de Uintatherium, descubierto por Joseph Leidy y usado en la "Guerra de los Huesos" por Othniel Charles Marsh.

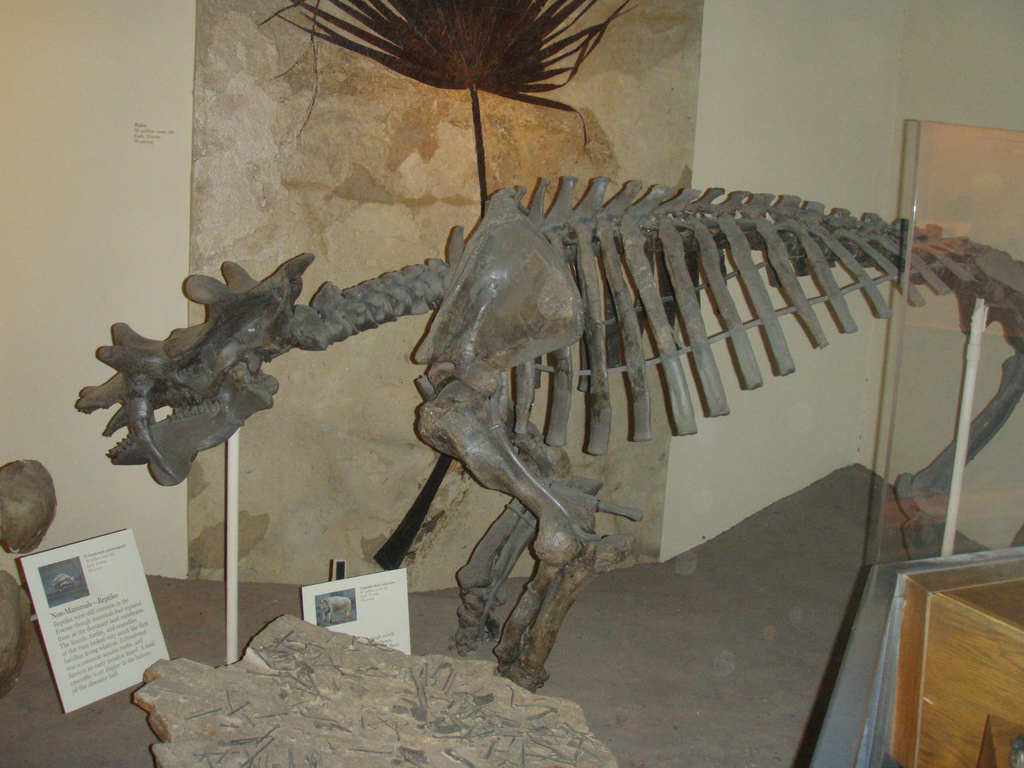
Esqueleto de Uintatherium anceps.

Los doctores James Van Allen Carter y Joseph Corson descubrieron los primeros fósiles de Uintatherium en julio de 1872, durante la primera visita de Joseph Leidy a Fort Bridger. Carter y Corson, colaboradores habituales de Leidy en sus excavaciones en Wyoming, le mostraron un fragmento de cráneo, fragmentos de los maxilares superior e inferior (junto a algunos dientes), un húmero casi completo y fragmentos de otros huesos de las patas. Junto a un colmillo de veinte centímetros que definió como Uintamastix atrox, Leidy describió estos fragmentos, dándoles el nombre de Uintatherium robustum, y anunció el descubrimiento a la Academy of Natural Sciences.
Edward Drinker Cope y Othniel Charles Marsh también habían estado explorando la zona de Fort Bridger, y este último presentó a finales de 1872 informes sobre cuatro especies diferentes: Dinoceras mirabile, Dinoceras lacustris, Tinoceras anceps y Tinoceras grandis. Por su parte, Cope hizo público su descubrimiento de Loxolophodon cornutus, que posteriormente renombró como Eobasileus cornutus.

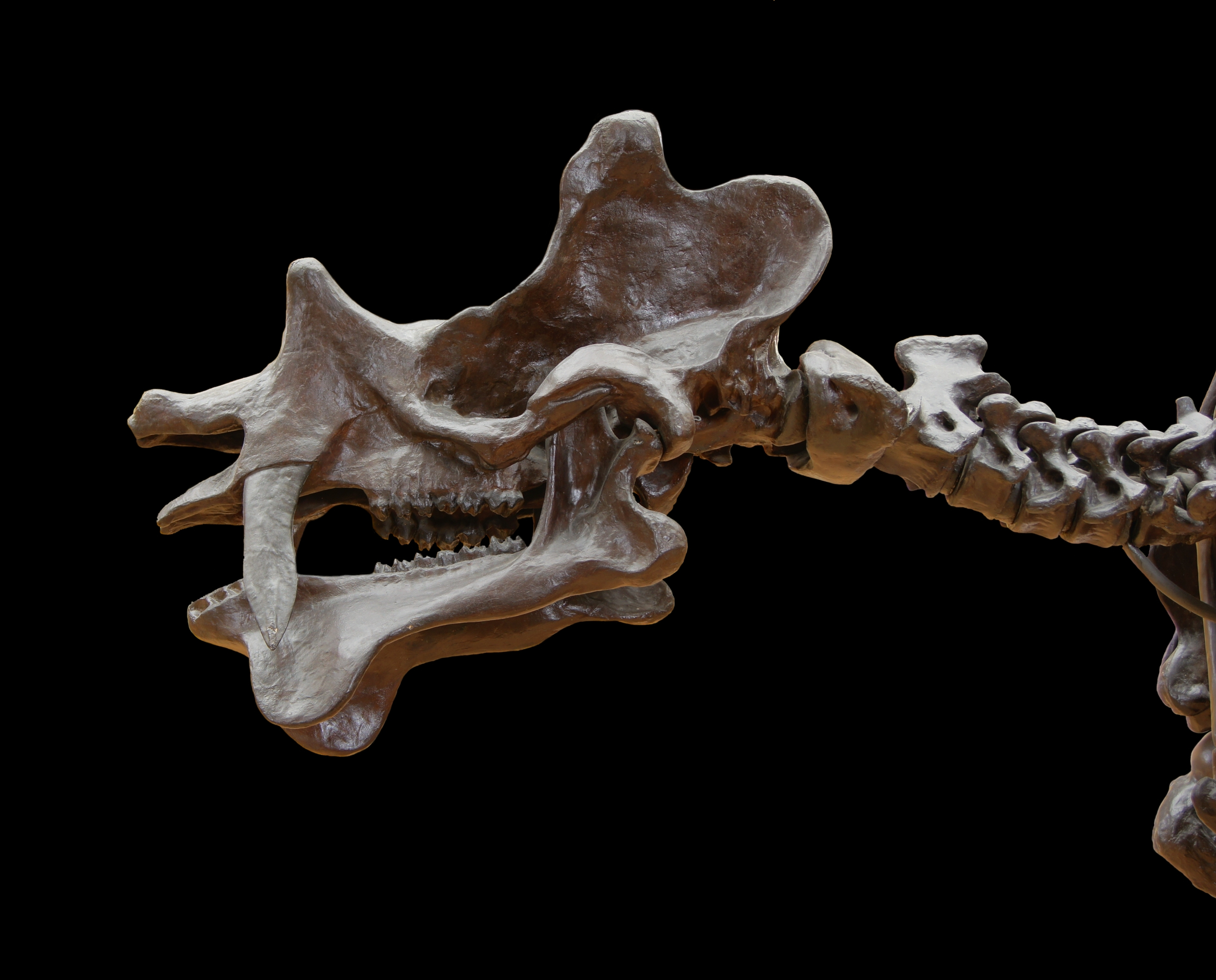
Dinoceras mirabile de Marsh. Molde en yeso que Marsh envió en 1889 a París, al Museo Nacional de Historia Natural de Francia.

Durante 1873, Leidy pudo examinar y hacer un informe sobre Eobasileus, Dinoceras y Tinoceras. Mientras que llegó a la conclusión de que Eobasileus era un género cercano pero distinto a los uintaterios, también descubrió que tanto Dinoceras de Marsh como su propio Uintamastix eran en realidad ejemplares de uintaterio. También sospechó que Tinoceras era el mismo animal, pero no lo pudo determinar con certeza. Más adelante se acabó revelando que la mayoría de especies de dinoceratos descritas por Marsh pertenecían al género Uintatherium.
A pesar de que Leidy había descrito el uintaterio, Cope y Marsh poseían más fósiles y de mejor calidad que él. Ninguno de los dos dio crédito a los descubrimientos de Leidy, excepto cuando era para criticarse el uno al otro. Leidy acabó por abandonar su exploración paleontológica en el Oeste de Estados Unidos.

### SigloXX
Décadas más tarde, en 1940, Charles L. Gazin descubrió un fósil de Uintatherium particularmente completo y bien conservado al sur de Wyoming. A este esqueleto, que fue descrito como "el descubrimiento paleontológico más importante del año", sólo le faltaban una pata posterior, parte de una de las patas delanteras y las vértebras del cuello. Junto a este esqueleto, Gazin descubrió un segundo cráneo con los incisivos intactos. Los fósiles fueron enviados a Washington D. C., donde tenían que ser montados para ser expuestos en el Museo Nacional de Historia Natural de los Estados Unidos, gestionado por el Instituto Smithsoniano.